# Desig

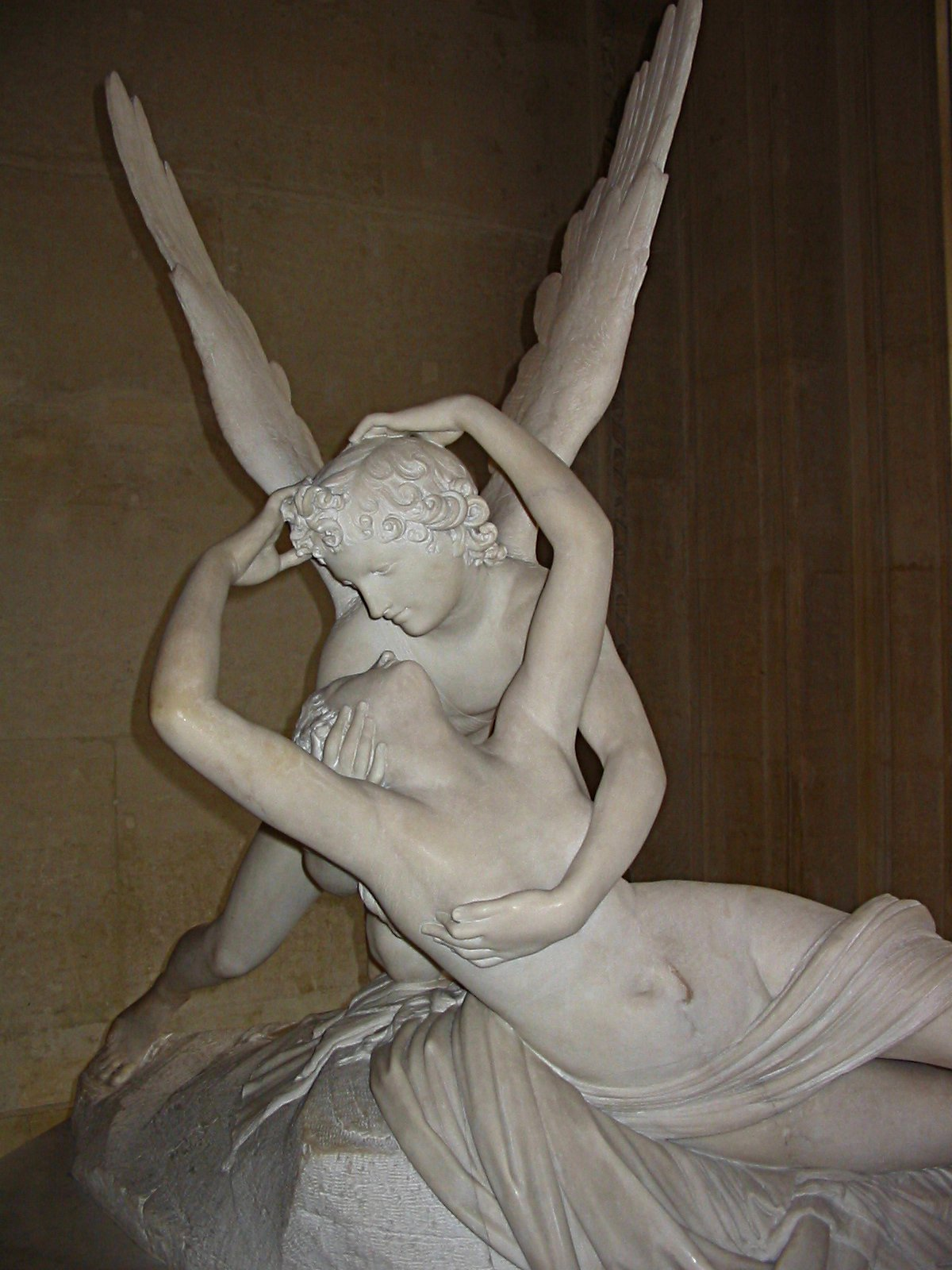
Antonio Canova: Psique reanimada pel petó de l'amor

El desig (del llatí desidium) és l'ànsia de satisfer una necessitat o una petició interior per a aconseguir alguna cosa. Es relaciona amb l'anhel (un fort desig) i l'esperança del seu compliment. El desig ha estat estudiat com a part de la voluntat humana, com a pulsió del jo i com a motor de l'acció, tant en la realitat com en la ficció. El desig s'acaba amb la satisfacció o consecució d'allò que es pretenia.
És una forta inclinació o gust per aconseguir alguna cosa. Moltes vegades, aquesta sensació pot convertir-se en una situació incontrolable de necessitat per satisfer-se a un mateix.
El desig forma part de la naturalesa humana i és un dels motors que impulsen la seva conducta. Això pot ser una arma de doble tall, ja que si una persona desitja algú o alguna cosa amb molta insistència pot arribar a convertir-ho en una obsessió.
El desig per amor pot esdevenir un tema més complex. El fet que una persona desitgi a una altra i aquesta no sigui corresposta, pot desencadenar a un sentiment d'obsessió i de dependència a causa del rebuig experimentat.
En termes materials, tothom pot desitjar comprar-se un cotxe esportiu sigui com sigui, però si no es disposa dels mitjans necessaris per poder aconseguir-lo, s'ha de ser realista i plantejar-se coses a les quals es pugui accedir. Si això no funciona, la persona que es trobi en aquesta situació pot arribar a experimentar un sentiment de frustració i, posteriorment, adoptar una actitud pessimista per haver desitjat una cosa surrealista o que no formava part del seu poder adquisitiu o les seves possibilitats.
El procés per arribar a un desig comença amb una emoció; després, aquesta es transforma en sentiment i finalment, es converteix en un desig. Per exemple: primer tinc un sentiment d'atracció cap aquell cotxe que he vist als mitjans de comunicació i després aquest sentiment passa a ser un desig físic cap aquell cotxe que he vist en la televisió.
Les motivacions que porten al desig poden ser moltes i variades. Sovint, el desig sorgeix pel record de vivències que van resultar positives. En altres casos, el desig pot estar motivat pels mitjans de comunicació: com per exemple, quan veiem un ordinador anunciat per televisió, el desitgem perquè pensem que ens proporcionarà entreteniment i moments agradables.

## Diferents tipologies de desitjos
Tal com ens indica el significat del verb desitjar, 'sentir-se atret per alguna cosa fins al punt de voler-la posseir', aquest sentiment de satisfer els nostres desitjos pot venir donat per molts factors. Podem desitjar objectes materials (casa, cotxe, moto, roba, etc.), situacions que ja hem viscut o que ens agradaria viure (retrobaments familiars, vacances o viatges, situacions viscudes o imaginàries, etc.) i, fins i tot, podem desitjar persones o la salvació eterna, per exemple.

## Desig sexual
El desig sexual és un impuls o una força que es crea al cervell i la persona la rep en forma d'energia, la qual busca satisfer el plaer eròtic. És un dels desitjos més estudiats i, també, es pot anomenar atracció.
Molts autors, entre els quals trobem Sigmund Freud, Carl Jung, Alfred Adler, Karen Horney, entre d'altres, ho van fer evident en les seves teories.
Per a Freud, el desig és una pulsió bàsica de les persones, oposada a la pulsió de mort o violència.
A diferència del desig sexual dels animals, podem dir que algunes espècies estan limitades a l'època de zel de les femelles (quan aquestes són fèrtils), mentre que en els humans sorgeix per l'erotisme, en què les hormones s'activen per a dur a terme la pràctica sexual (fer l'amor, copular).

## Desig de venjança
El desig de venjança o de fer mal pot ser desencadenat per motiu de revenja, per assolir un bé exterior o per gelosia. Només es pot fer realitat de dues maneres possibles, per lesió física o per ultratge.

## Desig espiritual
Les persones acostumem a desitjar certes coses a part de la riquesa, el nivell social i tots els desitjos instintius. És possible que aquests desitjos no siguin tant universals, però, tot i així, són presents entre molts éssers humans. Parlem del desig o anhel espiritual, el qual podem relacionar amb la fe.
Aquest desig espiritual s'atribueix a l'anhel de l'ànima per reunir-se amb el seu creador, déu. A vegades, es converteix en un desig més filosòfic i l'objectiu és conèixer el significat últim de la vida.
És cert que aquest desig espiritual, aquesta fe en déu, actualment està molt criticat, ja que s'acusa les persones creients de defensar arguments que no es poden demostrar. Posseir aquest desig ens condueix a creure una sèrie de fets sense una demostració científica. Per això, rep el nom d'espiritual.
En el moment que la persona no pot satisfer aquest desig espiritual, les activitats de la vida quotidiana, del dia a dia, s'acaben convertint en una rutina inacabable que només es pot finalitzar amb la mort. Aquesta situació problemàtica l'anomenem 'gana espiritual'. Aquest concepte s'atribueix a una mena de patiment molt real. Al llarg de la història, trobem alguns exemples de persones que han preferit patir dolor o perdre la vida abans que abandonar les seves creences, com serien els sants o els monjos.

## Desitjos en el món imaginari

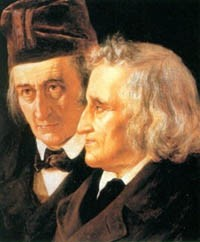
Imatge dels germans Grimm

En qualsevol gènere literari trobem moltes vegades que els desitjos són el motor de les trames de les històries i, normalment, el desig s'associa amb un ésser imaginari o fantàstic. Totes les històries en què s'utilitza el desig com a motor sempre van acompanyades d'un missatge moral, ja que els personatges, a causa d'aquesta obsessió per aconseguir alguna cosa, es troben en situacions problemàtiques i tenen una sensació d'infelicitat constant.
Els desitjos, sempre els concedeixen personatges ficticis i imaginaris, com un geni, una bruixa, un follet, etc.
Podríem esmentar com exemples Aladí i la llàntia màgica, els Tres desitjos dels germans Grimm, La bella i la bèstia (aquí no apareix un geni, però sí que per l'encanteri d'una bruixa el príncep es converteix en una bèstia) o La Ventafocs (aquí tampoc apareix cap geni, però sí que apareixen tres fades màgiques).

## Desitjos en la cultura popular

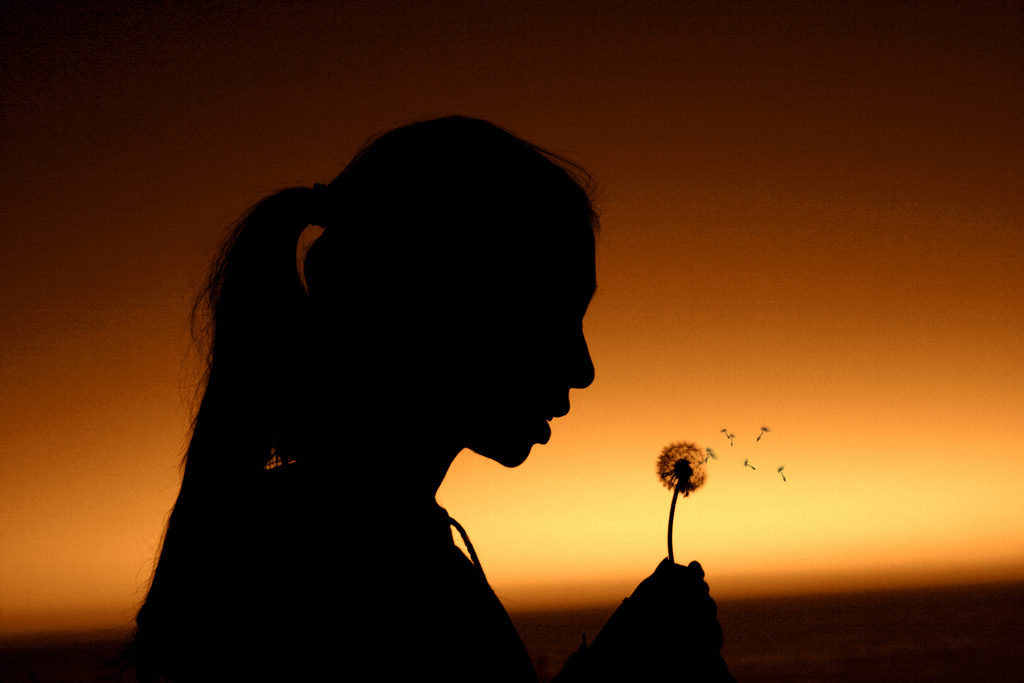
Dona demanant un desig bufant una dent de lleó

El substantiu desig cobra vida en la tradició popular de les diverses cultures. És per això que podem afirmar que aquesta paraula forma part de la nostra cultura.
Centrant-nos en la cultura catalana, trobem diverses ocasions en què les persones acostumem a demanar un desig, tot seguint la tradició. Les més populars són: 
- Bufar les espelmes del pastís d'aniversari,[6] un cop hem pensat un desig que no podrem dir a ningú. En cas d'incompliment, la creença diu que el nostre desig no es complirà.
- Bufar una pestanya caiguda o determinades flors. L'objectiu és el mateix: intentar que es compleixi el desig que hem demanat anteriorment, sense que aquest sigui revelat.
- Quan veiem passar una estrella fugaç.